# Hemismittoidea waiorensis
Hemismittoidea waiorensis är en mossdjursart som beskrevs av Ratna Guha och Gopikrishna 2007. Hemismittoidea waiorensis ingår i släktet Hemismittoidea och familjen Smittinidae. Inga underarter finns listade i Catalogue of Life.